# Rhizocaulus verticillatus
Rhizocaulus verticillatus är en nässeldjursart som först beskrevs av Carl von Linné 1758.  Rhizocaulus verticillatus ingår i släktet Rhizocaulus och familjen Campanulariidae. Arten är reproducerande i Sverige. Inga underarter finns listade i Catalogue of Life.